# Cristiano Machado
Cristiano Monteiro Machado (Sabará, 5 de novembro de 1893 — Roma, 26 de dezembro de 1953), filho de Virgílio Machado e de Marieta Monteiro Machado, foi um político brasileiro.
Bacharel pela Faculdade Livre de Direito do Rio de Janeiro em 1918, foi prefeito de Belo Horizonte (1926 - 1929) e concorreu à Presidência da República em 1950 pelo PSD tendo como vice Altino Arantes (PSD-PR). As principais chapas concorrentes foram as de Eduardo Gomes - Odilon Braga, da UDN, e Getúlio Vargas - Café Filho, da aliança PTB-PSP.
Foi casado em primeiras núpcias com Celina Magalhães Gomes e, após ficar viúvo, casou-se pela segunda vez com Hilda von Sperling. O arquivo pessoal de Cristiano Machado pertence ao Centro de Pesquisa e Documentação da História Contemporânea (Cpdoc) da Fundação Getúlio Vargas.
Como forma de homenagem à Cristiano Machado, uma das principais avenidas da capital mineira leva seu nome. A obra foi concluída nos anos 1970.

## Carreira Política
De 1922 a 1924, em sua cidade natal, foi oficial de gabinete do presidente do estado, Raul Soares. Ainda em 1924, assumiu uma cadeira na Assembléia Legislativa de Minas Gerais. Foi prefeito de Belo Horizonte, ocasião em que fundou o Mercado Central. Em março de 1930, elegeu-se deputado federal. Renunciou ao mandato em setembro para ocupar a Secretaria do Interior do governo estadual de Olegário Maciel.
Em maio de 1933, conquistou uma cadeira na Assembléia Nacional Constituinte e, em outubro de 1934, exerceu o mandato de deputado federal constituinte por Minas Gerais.. Em setembro de 1936, renunciou ao mandato para ocupar a Secretaria de Educação e Saúde Pública de Minas Gerais, no governo de Benedito Valadares. Devido à deposição de Getúlio Vargas pelos chefes militares e ao consequente término do governo Valadares, no início de novembro de 1945, deixou o cargo. Ainda nesse ano, filiou-se ao Partido Social Democrático (PSD) e foi eleito deputado à Constituinte de 1946. 
Nas eleições de 1950, lançou-se candidato à presidência da República pelo Partido Social Democrático, mas este acabou apoiando Getúlio Vargas. Insistindo em candidatar-se mesmo quando o apoio de seu partido era praticamente nulo, deu origem ao termo "cristianização", situação em que o candidato é praticamente abandonado pelo seu próprio partido, que tende a apoiar outro nome de maior peso (no caso, Getúlio Vargas).
Em 1953, foi nomeado embaixador do Brasil no Vaticano. Assumiu o cargo em outubro, mas faleceu um pouco depois, no dia 26 de dezembro de 1953, em Roma. 